# Spallanzania griseiventris
Spallanzania griseiventris là một loài ruồi trong họ Tachinidae.